# Gilles Bourdos
Gilles Bourdos (Nizza, 1963) è un regista e sceneggiatore francese.

## Filmografia
- Disparus (1998)
- Restless (Inquiétudes) (2003)
- Afterwards (2008)
- Renoir (2012)
- Vulnerabili (Espèces menacées) (2017)